# Grupa płońska
Grupa płońska – nazwa kultury archeologicznej pochodząca od eponimicznego stanowiska Szczecin-Płonia datowanego na epokę brązu. Zajmowała tereny Pomorza Zachodniego. Charakterystyczne dla niej były pochówki ludności w obstawach lub skrzyniach kamiennych.